# Wehrbachtal
Das  Wehrbachtal ist ein Naturschutzgebiet mit einer Größe von 13,08 ha in Schloß Holte-Stukenbrock im Kreis Gütersloh. Es wird mit der Nummer GT-028 geführt und besteht aus zwei durch eine Straße getrennten Flächen.
Das Gebiet wurde im Jahr 1990 als Naturschutzgebiet ausgewiesen. Es dient zur Erhaltung eines morphologisch besonders ausgeprägten Kastentals in der Senne mit einem naturnahen Lauf des Wehrbachs (im späteren Verlauf „Wapel“ genannt), sowie zum Schutz von Bach-Erlen-Eschen-Wäldern, Altholzbeständen, Feuchtwiesen und Hochstaudenfluren und ihren gefährdeten Tier- und Pflanzenarten (zum Beispiel Eisvogel), insbesondere als Lebensraum von Fledermausarten.
Es soll ferner Lebensstätten in feuchten bis nassen Standorten sichern beziehungsweise entwickeln und auf trockenen Standorten die Entwicklung von Heide- und Silbergrasfluren fördern.